# Hội Đệ tứ - Địa mạo Việt Nam
Hội Đệ tứ - Địa mạo Việt Nam là tổ chức xã hội - nghề nghiệp phi lợi nhuận của những người làm việc trong các lĩnh vực nghiên cứu điều tra và giảng dạy liên quan đến chuyên ngành Đệ Tứ - địa mạo tại Việt Nam. Hội là tổ chức thành viên của Tổng hội Địa chất Việt Nam.
Hội có tên giao dịch tiếng Anh là Vietnam Association for Quatenary - Geomorphology, viết tắt là VAQG.
Hội được thành lập ngày 20/01/2005 tại Hà Nội. Văn phòng Hội đặt cạnh văn phòng Tổng hội Địa chất Việt Nam, số 6 Phạm Ngũ Lão, quận Hoàn Kiếm, Hà Nội, Việt Nam.